# Жидков, Иван Андреевич
Иван Андреевич Жидков (25 октября 1914 — 22 января 1945) — советский военный. Участник Советско-финской и Великой Отечественной войн. Герой Советского Союза (1945, посмертно). Майор.

## Биография

Младший комвзвод И. А. Жидков. 1939 год

Иван Андреевич Жидков родился 25 октября 1914 года в уездном городе Керенск Пензенской губернии (ныне село Вадинск, районный центр Пензенской области) в рабочей семье. Русский. Окончил 5 классов неполной средней школы. Работал подмастерьем в хлебопекарне. В 1930 году Иван Андреевич переехал в Пензу. Устроился на местный хлебозавод. После окончания шофёрских курсов работал водителем грузовика. В ряды Рабоче-крестьянской Красной Армии И. А. Жидков призван Пензенским городским военкоматом в конце 1936 года. В 1937 году окончил курсы механиков-водителей. Срочную службу продолжил в должности механика-водителя танка Т-26 в 357-м отдельном танковом батальоне 11-й стрелковой дивизии Ленинградского военного округа. С 21 января 1940 года Иван Андреевич участвовал в Советско-финской войне. В составе 15-й армии 11-я стрелковая дивизия вела бои в северо-восточном Приладожье на сортавальском направлении. В ходе мартовского наступления 1940 года старшина И. А. Жидков в бою севернее Питкяранты гусеницами раздавил семь вражеских артиллерийских орудий, за что был награждён медалью «За отвагу». После Зимней войны Иван Андреевич окончил офицерские курсы, но по состоянию здоровья был уволен в запас. Жил в городе Мытищи Московской области, работал снабженцем на одном из городских предприятий.
Вновь в действующей армии младший лейтенант И. А. Жидков с 26.06.1941 года в составе 50-й стрелковой дивизии Западного фронта. Вместе с ней через Бегомль, Лепель и Бешенковичи с боями отступал на восток, где в июле 1941 года дивизия вошла в состав 19-й армии. Обороняя город Витебск, 50-я стрелковая дивизия понесла большие потери и была выведена на переформирование, а младшего лейтенанта И. А. Жидкова направили в 1-ю мотострелковую дивизию 20-й армии Западного фронта, где он из-за нехватки танков был назначен на должность начальника автомастерской 28-го отдельного батальона связи. Участвовал в Смоленском сражении. Попал в окружение под Оршей. Прорывался из котла на горящем танке, заменив погибшего механика водителя. В результате полученных ожогов после выхода из окружения был направлен на лечение в госпиталь. После выздоровления в октябре 1941 года И. А. Жидков был направлен в 23-ю танковую бригаду Западного фронта, где был назначен командиром разведывательной роты. Участник Битвы за Москву на Волоколамском направлении. К началу января 1942 года бригада была включена в состав 49-й армии, но в ходе боёв на сухиничском направлении понесла существенные потери и в конце месяца была выведена в резерв. 25 мая 1942 года 23-я танковая бригада вошла в состав 9-го танкового корпуса. В его составе лейтенант И. А. Жидков участвовал в позиционных боях под Сухиничами. В августе 1942 года Иван Андреевич участвовал в контрударах войск Западного фронта (с сентября 1942 года — в составе 16-й армии).
В апреле 1943 года 9-й танковый корпус был переброшен на Курскую дугу и до июля 1943 года находился в резерве Центрального фронта. С началом наступательной фазы Курской битвы корпус был брошен в прорыв. Мотострелковая рота отдельного пулемётного батальона 23-й танковой бригады под командованием капитана И. А. Жидкова отличилась в операции «Кутузов». 2 августа 1943 года рота первой форсировала реку Гостомка, обеспечив переправу танковых батальонов. 4 августа 1943 года с 20-30 бойцами своей роты, усиленной ротой миномётчиков, группой автоматчиков и двумя взводами противотанковых ружей, капитан Жидков внезапно атаковал деревню Колки. В ходе боя было уничтожено до роты солдат и офицеров противника. Преследуя отступающего врага, группа капитана Жидкова сходу форсировала реку Кромы и, уничтожив ещё одну роту немецкой пехоты, заняла южную окраину села Глинки. Захватив плацдарм на берегу реки Кромы, Иван Андреевич обеспечил наведение моста, по которому благополучно переправились танки 23-й и 30-й танковых бригад. За отличие в Орловской операции Иван Андреевич был награждён орденом Красного Знамени. Летом 1943 года Иван Андреевич участвовал в Черниговско-Припятской операции Центрального фронта, в результате которой, освободив город Глухов, 9-й танковый корпус вышел на рубеж реки Десна. В ноябре 1943 года корпус ненадолго включался в состав 65-й армии Западного фронта. В составе своего подразделения капитан И. А. Жидков участвовал в Гомельско-Речицкой операции. В боях под Жлобином Иван Андреевич был ранен. Его эвакуировали в госпиталь, а 23-я танковая бригада в составе корпуса скоро была выведена в резерв Ставки Верховного Главнокомандования. В апреле 1944 года И. А. Жидкову было присвоено звание майора.
С июня 1944 года командир моторизованного батальона автоматчиков 23-й танковой бригады 9-го танкового корпуса майор И. А. Жидков на 1-м Белорусском фронте, где принял участие в Белорусской стратегической наступательной операции. 28 июня в районе города Бобруйск части окружённой немецкой группировки предприняли попытку прорыва на участке, который оборонял батальон майора Жидкова. Все атаки противника были отбиты. Немцы потеряли в этом бою 750 солдат и офицеров. Ещё 340 военнослужащих вермахта сдались в плен. 6 июля 1944 года подразделения корпуса вышли к реке Уше в районе деревни Большие Жуховичи Гомельской области, где противник имел мощную систему обороны. Батальон майора И. А. Жидкова под сильным ружейно-пулемётным огнём форсировал реку и прорвал оборону противника, уничтожив до 300 немецких солдат и офицеров. В начале июля 1944 года 23-я танковая бригада включалась в состав подвижной группы 50-й армии 2-го Белорусского фронта и участвовала в освобождении города Новогрудка. Затем в составе 9-го танкового корпуса вошла в конно-механизированную группу генерал-майора И. А. Плиева. В её составе Иван Андреевич участвовал в освобождении Слонима. 27 июля 1944 года в бою у деревни Шишчины батальон И. А. Жидкова смелым маневром обошёл позиции противника с фланга, заставил его отступить, дав возможность бригаде продвинуться на 25 километров.
В октябре 1944 года 9-й танковый корпус был выведен в резерв и включён в состав 2-й танковой армии (с ноября 1944 года — 2-я гвардейская танковая армия). Однако в ходе Варшавско-Познанской операции корпус был переподчинён 33-й армии 1-го Белорусского фронта. 15 января 1945 года батальон майора И. А. Жидкова, действуя в авангарде 23-й танковой бригады, в бою за польский город Радом рассёк оборону противника, что позволило танкам по образовавшемуся коридору ворваться в город. 17 января 1945 года под городом Опочно штаб 23-й танковой бригады оказался в оперативном окружении. Батальон Жидкова сумел прорваться к штабу и эвакуировать его на новые позиции. 20 января 1945 года батальон Жидкова прорвал оборону противника под городом Варта и, преследуя отступающего противника, сходу форсировал реку Варта и удержал занятый плацдарм до подхода бригады. 22 января 1945 года в уличном бою за город Калиш майор И. А. Жидков лично уничтожил до 50 немецких солдат и офицеров. В этом бою Иван Андреевич погиб. Похоронили комбата в городском парке на северо-восточной окраине Калиша.
24 марта 1945 года Указом Президиума Верховного Совета СССР майору Ивану Андреевичу Жидкову было присвоено звание Героя Советского Союза посмертно.

## Награды
- Медаль «Золотая Звезда» (24.03.1945, посмертно);
- орден Ленина (24.03.1945, посмертно);
- орден Красного Знамени (27.01.1943);
- орден Отечественной войны 1-й степени (08.09.1944);
- орден Красной Звезды (07.02.1942);
- медаль «За отвагу» (1940);
- медаль «За оборону Москвы».

## Память
- Мемориальная доска в честь Героя Советского Союза И. А. Жидкова установлена в селе Вадинск.
- Именем Героя Советского Союза И. А. Жидкова названа улица в селе Вадинск.

## Документы
- Общедоступный электронный банк документов «Подвиг Народа в Великой Отечественной войне 1941—1945 гг.» Архивировано 13 марта 2012 года.

46761771 Герой Советского Союза. Архивировано 21 мая 2013 года.
16886325 Орден Красного Знамени. Архивировано 21 мая 2013 года.
30308360 Орден Отечественной войны 1-й степени. Архивировано 21 мая 2013 года.
10095664 Орден Красной Звезды. Архивировано 21 мая 2013 года.
- Обобщенный банк данных «Мемориал». Архивировано 10 мая 2012 года.

ЦАМО, ф. 33, оп. 11458, д. 103. Архивировано 10 июля 2013 года.
ЦАМО, ф. 33, оп. 11458, д. 844. Архивировано 10 июля 2013 года.
ЦАМО, ф. 33, оп. 11458, д. 654. Архивировано 10 июля 2013 года.
ЦАМО, ф. 33, оп. 11458, д. 838. Архивировано 10 июля 2013 года.
ЦАМО, ф. 33, оп. 563783, д. 13. Архивировано 10 июля 2013 года.